# Alcimus nigropalpus
Alcimus nigropalpus är en tvåvingeart som beskrevs av Hobby 1934. Alcimus nigropalpus ingår i släktet Alcimus och familjen rovflugor.
Artens utbredningsområde är Tanzania. Inga underarter finns listade i Catalogue of Life.